# Oplodontha decellei
Oplodontha decellei är en tvåvingeart som beskrevs av Lindner 1965. Oplodontha decellei ingår i släktet Oplodontha och familjen vapenflugor.
Artens utbredningsområde är Elfenbenskusten. Inga underarter finns listade i Catalogue of Life.